# Lista de jogos eletrônicos da Activision: 1980–1999
A seguir está uma lista de jogos da Activision de 1980 a 1999.
| Titulo                                              | Plataforma(s)                       | Data de lançamento      | Desenvolvedor(s)                           | Ref(s) |  |
| --------------------------------------------------- | ----------------------------------- | ----------------------- | ------------------------------------------ | ------ |  |
| Boxing                                              | Atari 2600                          | 1980                    | Activision                                 | Ref(s) |  |
| Bridge                                              | Atari 2600                          | 1980                    | Activision                                 |        |  |
| Checkers                                            | Atari 2600                          | 1980                    | Activision                                 |        |  |
| Dragster                                            | Atari 2600                          | 1980                    | Activision                                 |        |  |
| Fishing Derby                                       | Atari 2600                          | 1980                    | Activision                                 |        |  |
| Skiing                                              | Atari 2600                          | 1980                    | Activision                                 |        |  |
| Freeway                                             | Atari 2600                          | Julho de 1981           | Activision                                 | [ 1 ]  |  |
| Ice Hockey                                          | Atari 2600                          | 1981                    | Activision                                 |        |  |
| Kaboom!                                             | Atari 2600                          | Julho de 1981           | Activision                                 | [ 1 ]  |  |
| Laser Blast                                         | Atari 2600                          | 1981                    | Activision                                 |        |  |
| Stampede                                            | Atari 2600                          | 1981                    | Activision                                 |        |  |
| Tennis                                              | Atari 2600                          | 1981                    | Activision                                 |        |  |
| Chopper Command                                     | Atari 2600                          | Junho de 1982           | Activision                                 | [ 2 ]  |  |
| Starmaster                                          | Atari 2600                          | Junho de 1982           | Activision                                 | [ 2 ]  |  |
| Megamania                                           | Atari 2600                          | 24 de setembro de 1982  | Activision                                 | [ 3 ]  |  |
| Pitfall!                                            | Atari 2600                          | Setembro de 1989        | Activision                                 | [ 4 ]  |  |
| Pitfall!                                            | Intellivision                       | Novembro de 1982        | Activision                                 | [ 5 ]  |  |
| Sky Jinks                                           | Atari 2600                          | Novembro de 1982        | Activision                                 |        |  |
| Stampede                                            | Intellivision                       | Novembro de 1982        | Activision                                 |        |  |
| River Raid                                          | Atari 2600                          | Dezembro de 1982        | Activision                                 | [ 6 ]  |  |
| Barnstorming                                        | Atari 2600                          | 1982                    | Activision                                 |        |  |
| Grand Prix                                          | Atari 2600                          | 1982                    | Activision                                 |        |  |
| Spider Fighter                                      | Atari 2600                          | Janeiro de 1983         | Activision                                 |        |  |
| Seaquest                                            | Atari 2600                          | Fevereiro de 1983       | Activision                                 |        |  |
| Oink!                                               | Atari 2600                          | Abril de 1983           | Activision                                 |        |  |
| Dolphin                                             | Atari 2600                          | Maio de 1983            | Activision                                 | [ 7 ]  |  |
| Enduro                                              | Atari 2600                          | Maio de 1983            | Activision                                 | [ 8 ]  |  |
| Happy Trails                                        | Intellivision                       | Maio de 1983            | Activision                                 |        |  |
| Keystone Kapers                                     | Atari 2600                          | Maio de 1983            | Activision                                 | [ 9 ]  |  |
| Plaque Attack                                       | Atari 2600                          | Maio de 1983            | Activision                                 |        |  |
| Robot Tank                                          | Atari 2600                          | Junho de 1983           | Activision                                 | [ 10 ] |  |
| Crackpots                                           | Atari 2600                          | Julho de 1983           | Activision                                 |        |  |
| The Activision Decathlon                            | Atari 2600                          | Agosto de 1983          | Activision                                 |        |  |
| Beamrider                                           | Intellivision                       | Setembro de 1983        | Cheshire Engineering                       |        |  |
| The Dreadnaught Factor                              | Intellivision                       | Setembro de 1983        | Cheshire Engineering                       |        |  |
| Frostbite                                           | Atari 2600                          | Outubro de 1983         | Activision                                 | [ 11 ] |  |
| Kaboom!                                             | Atari 8-bit                         | Outubro de 1983         | Activision                                 |        |  |
| Pressure Cooker                                     | Atari 2600                          | Outubro de 1983         | Activision                                 |        |  |
| River Raid                                          | Atari 8-bit                         | Outubro de 1983         | Activision                                 |        |  |
| Worm Whomper                                        | Intellivision                       | Outubro de 1983         | Cheshire Engineering                       |        |  |
| Kaboom!                                             | Atari 5200                          | Novembro de 1983        | Activision                                 |        |  |
| Megamania                                           | Atari 5200                          | Novembro de 1983        | Activision                                 | [ 12 ] |  |
| River Raid                                          | Atari 5200                          | Novembro de 1983        | Activision                                 |        |  |
| Space Shuttle: A Journey into Space                 | Atari 2600                          | Novembro de 1983        | Activision                                 |        |  |
| River Raid                                          | Intellivision                       | Dezembro de 1983        | Activision                                 |        |  |
| Pitfall!                                            | MSX                                 | 1984                    | Activision                                 |        |  |
| Megamania                                           | Atari 8-bit                         | Fevereiro de 1984       | Activision                                 |        |  |
| Private Eye                                         | Atari 2600                          | Fevereiro de 1984       | Activision                                 |        |  |
| River Raid                                          | ColecoVision                        | Fevereiro de 1984       | Sydney Development Corporation             |        |  |
| Beamrider                                           | Atari 2600                          | Março de 1984           | Cheshire Engineering                       |        |  |
| H.E.R.O.                                            | Atari 2600                          | 30 de março de 1984     | Activision                                 | [ 13 ] |  |
| Pitfall!                                            | Atari 8-bit                         | Março de 1984           | Beck-Tech                                  |        |  |
| Pitfall!                                            | ColecoVision                        | Março de 1984           | Beck-Tech                                  |        |  |
| Pitfall II: Lost Caverns                            | Atari 2600                          | Março de 1984           | Activision                                 |        |  |
| Beamrider                                           | ColecoVision                        | Maio de 1984            | Action Graphics                            |        |  |
| Keystone Kapers                                     | Atari 8-bit                         | Maio de 1984            | Activision                                 |        |  |
| The Dreadnaught Factor                              | Atari 5200                          | Maio de 1984            | Cheshire Engineering                       |        |  |
| The Dreadnaught Factor                              | Atari 8-bit                         | Maio de 1984            | Cheshire Engineering                       |        |  |
| Beamrider                                           | Commodore 64                        | Junho de 1984           | Action Graphics                            |        |  |
| H.E.R.O.                                            | Apple II                            | Junho de 1984           | Microsmiths                                |        |  |
| Keystone Kapers                                     | ColecoVision                        | Junho de 1984           | Activision                                 |        |  |
| Pitfall II: Lost Caverns                            | Atari 5200                          | Junho de 1984           | Activision                                 |        |  |
| Keystone Kapers                                     | Atari 5200                          | Julho de 1984           | Activision                                 |        |  |
| Pitfall!                                            | Commodore 64                        | Julho de 1984           | Activision                                 |        |  |
| Beamrider                                           | Atari 8-bit                         | Agosto de 1984          | Action Graphics                            |        |  |
| H.E.R.O.                                            | Atari 8-bit                         | Agosto de 1984          | Activision                                 |        |  |
| H.E.R.O.                                            | ColecoVision                        | Agosto de 1984          | Activision                                 |        |  |
| Pitfall II: Lost Caverns                            | Atari 8-bit                         | Agosto de 1984          | Activision                                 |        |  |
| The Activision Decathlon                            | Atari 8-bit                         | Agosto de 1984          | Activision                                 |        |  |
| The Activision Decathlon                            | ColecoVision                        | Agosto de 1984          | Activision                                 |        |  |
| Toy Bizarre                                         | Commodore 64                        | Agosto de 1984          | Activision                                 |        |  |
| H.E.R.O.                                            | Atari 5200                          | Setembro de 1984        | Activision                                 |        |  |
| H.E.R.O.                                            | Commodore 64                        | Setembro de 1984        | The Softworks                              |        |  |
| Pitfall II: Lost Caverns                            | Commodore 64                        | Setembro de 1984        | Activision                                 |        |  |
| The Activision Decathlon                            | Atari 5200                          | Setembro de 1984        | Activision                                 |        |  |
| The Activision Decathlon                            | Commodore 64                        | Setembro de 1984        | Action Graphics                            |        |  |
| Beamrider                                           | Atari 5200                          | Outubro de 1984         | Action Graphics                            |        |  |
| Beamrider                                           | MSX                                 | Outubro de 1984         | Action Graphics                            |        |  |
| Beamrider                                           | ZX Spectrum                         | Outubro de 1984         | Software Conversions                       |        |  |
| Enduro                                              | ZX Spectrum                         | Outubro de 1984         | James Software                             |        |  |
| Ghostbusters                                        | Commodore 64                        | 26 de outubro de 1984   | Activision                                 | [ 14 ] |  |
| H.E.R.O.                                            | ZX Spectrum                         | Outubro de 1984         | Software Conversions                       |        |  |
| Park Patrol                                         | Commodore 64                        | Outubro de 1984         | Activision                                 |        |  |
| Pastfinder                                          | Atari 8-bit                         | Outubro de 1984         | Activision                                 |        |  |
| Pastfinder                                          | Commodore 64                        | Outubro de 1984         | Activision                                 |        |  |
| Pitfall II: Lost Caverns                            | ColecoVision                        | Outubro de 1984         | Activision                                 |        |  |
| River Raid                                          | ZX Spectrum                         | Outubro de 1984         | Software Conversions                       |        |  |
| Space Shuttle: A Journey into Space                 | Atari 5200                          | Outubro de 1984         | Activision                                 |        |  |
| The Activision Decathlon                            | MSX                                 | Outubro de 1984         | Activision                                 |        |  |
| Zenji                                               | Atari 5200                          | Outubro de 1984         | Activision                                 |        |  |
| Zenji                                               | Atari 8-bit                         | Outubro de 1984         | Activision                                 |        |  |
| Zenji                                               | ColecoVision                        | Outubro de 1984         | Activision                                 |        |  |
| Zenji                                               | Commodore 64                        | Outubro de 1984         | Activision                                 |        |  |
| Zenji                                               | MSX                                 | Outubro de 1984         | Action Graphics                            |        |  |
| Zenji                                               | ZX Spectrum                         | Outubro de 1984         | Action Graphics                            |        |  |
| Zone Ranger                                         | Atari 5200                          | Outubro de 1984         | Activision                                 |        |  |
| Zone Ranger                                         | Atari 8-bit                         | Outubro de 1984         | Activision                                 |        |  |
| Pitfall II: Lost Caverns                            | MSX                                 | Novembro de 1984        | Activision                                 |        |  |
| Zone Ranger                                         | Commodore 64                        | Novembro de 1984        | Activision                                 |        |  |
| Ghostbusters                                        | Apple II                            | Dezembro de 1984        | Activision                                 |        |  |
| Pitfall II: Lost Caverns                            | Apple II                            | Dezembro de 1984        | Microsmiths                                |        |  |
| Pitfall II: Lost Caverns                            | ZX Spectrum                         | Dezembro de 1984        | Software Conversions                       |        |  |
| Space Shuttle: A Journey into Space                 | Atari 8-bit                         | Dezembro de 1984        | Activision                                 |        |  |
| Space Shuttle: A Journey into Space                 | ZX Spectrum                         | Dezembro de 1984        | James Software                             |        |  |
| Cosmic Commuter                                     | Atari 2600                          | 1984                    | Activision                                 |        |  |
| H.E.R.O.                                            | MSX                                 | 1984                    | The Softworks                              |        |  |
| Pastfinder                                          | MSX                                 | 1984                    | Activision                                 |        |  |
| Pitfall!                                            | Atari 5200                          | 1984                    | Beck-Tech                                  |        |  |
| River Raid                                          | Commodore 64                        | 1984                    | Micro Projects                             |        |  |
| Space Shuttle: A Journey into Space                 | Commodore 64                        | 1984                    | James Software                             |        |  |
| Ghostbusters                                        | Atari 8-bit                         | Janeiro de 1985         | Activision                                 |        |  |
| Ghostbusters                                        | ZX Spectrum                         | Janeiro de 1985         | James Software                             |        |  |
| Pitfall II: Lost Caverns                            | MSX                                 | Janeiro de 1985         | Activision                                 |        |  |
| River Raid                                          | MSX                                 | Janeiro de 1985         | Activision                                 |        |  |
| Rock n' Bolt                                        | Commodore 64                        | Fevereiro de 1985       | Action Graphics                            |        |  |
| Mindshadow                                          | Commodore 64                        | Março de 1985           | Interplay Productions                      |        |  |
| Master of the Lamps                                 | Commodore 64                        | Abril de 1985           | Activision                                 |        |  |
| Mindshadow                                          | Apple II                            | Abril de 1985           | Interplay Productions                      |        |  |
| Mindshadow                                          | IBM PC(autoinicialização)           | Abril de 1985           | Interplay Productions                      |        |  |
| Space Shuttle: A Journey into Space                 | Apple II                            | Abril de 1985           | Activision                                 |        |  |
| The Tracer Sanction                                 | Apple II                            | Abril de 1985           | Interplay Productions                      |        |  |
| The Tracer Sanction                                 | Commodore 64                        | Abril de 1985           | Interplay Productions                      |        |  |
| The Tracer Sanction                                 | IBM PC (autoinicialização)          | Abril de 1985           | Interplay Productions                      |        |  |
| Web Dimension                                       | Commodore 64                        | Abril de 1985           | Activision                                 |        |  |
| On-Field Football                                   | Commodore 64                        | Maio de 1985            | Gamestar                                   |        |  |
| River Raid                                          | IBM PC (autoinicialização)          | Junho de 1985           | Activision                                 |        |  |
| The Great American Cross-Country Road Race          | Atari 8-bit                         | Junho de 1985           | Activision                                 |        |  |
| Mindshadow                                          | Atari 8-bit                         | Julho de 1985           | Interplay Productions                      |        |  |
| Rescue on Fractalus!                                | Commodore 64                        | Julho de 1985           | Softalent                                  |        |  |
| Hacker                                              | Commodore 64                        | Agosto de 1985          | Activision                                 |        |  |
| Master of the Lamps                                 | Amstrad CPC                         | Agosto de 1985          | James Software                             |        |  |
| Master of the Lamps                                 | Atari 8-bit                         | Agosto de 1985          | Activision                                 |        |  |
| Hacker                                              | Apple II                            | Setembro de 1985        | Activision                                 |        |  |
| Hacker                                              | Atari 8-bit                         | Setembro de 1985        | Activision                                 |        |  |
| Master of the Lamps                                 | Apple II                            | Setembro de 1985        | Activision                                 |        |  |
| The Great American Cross-Country Road Race          | Apple II                            | Setembro de 1985        | Synergistic Software                       |        |  |
| Fast Tracks: The Computer Slot Car Construction Kit | Commodore 64                        | Outubro de 1985         | Activision                                 |        |  |
| Hacker                                              | Mac OS                              | Outubro de 1985         | Activision                                 |        |  |
| Hacker                                              | ZX Spectrum                         | Outubro de 1985         | Softzone                                   |        |  |
| Little Computer People                              | Commodore 64                        | Outubro de 1985         | Activision                                 |        |  |
| Ballblazer                                          | Atari 8-bit                         | Novembro de 1985        | Lucasfilm Games                            |        |  |
| Borrowed Time                                       | Commodore 64                        | Novembro de 1985        | Interplay Productions\                     |        |  |
| Borrowed Time                                       | IBM PC (autoinicialização)          | Novembro de 1985        | Interplay Productions\                     |        |  |
| Hacker                                              | Amiga                               | Novembro de 1985        | Activision                                 |        |  |
| Mindshadow                                          | Amiga                               | Novembro de 1985        | Interplay Productions                      |        |  |
| Mindshadow                                          | Mac OS                              | Novembro de 1985        | Interplay Productions                      |        |  |
| Ballblazer                                          | Commodore 64                        | Dezembro de 1985        | K-Byte                                     |        |  |
| Borrowed Time                                       | Apple II                            | Dezembro de 1985        | Interplay Productions                      |        |  |
| Borrowed Time                                       | Mac OS                              | Dezembro de 1985        | Interplay Productions                      |        |  |
| Hacker                                              | Atari ST                            | Dezembro de 1985        | Interplay Productions                      |        |  |
| Koronis Rift                                        | Commodore 64                        | Dezembro de 1985        | Lucasfilm Games                            |        |  |
| Little Computer People                              | Apple II                            | Dezembro de 1985        | Activision                                 |        |  |
| Alcazar: The Forgotten Fortress                     | Apple II                            | 1985                    | Activision                                 |        |  |
| Alcazar: The Forgotten Fortress                     | ColecoVision                        | 1985                    | Activision                                 |        |  |
| Alcazar: The Forgotten Fortress                     | Commodore 64                        | 1985                    | Activision                                 |        |  |
| Alcazar: The Forgotten Fortress                     | MSX                                 | 1985                    | Activision                                 |        |  |
| Countdown to Shutdown                               | Apple II                            | 1985                    | Synergistic Software                       |        |  |
| Ghostbusters                                        | Amstrad CPC                         | 1985                    | James Software                             |        |  |
| Ghostbusters                                        | Atari 2600                          | 1985                    | James Software                             |        |  |
| Ghostbusters                                        | MSX                                 | 1985                    | James Software                             |        |  |
| Master of the Lamps                                 | MSX                                 | 1985                    | James Software                             |        |  |
| Rescue on Fractalus!                                | Atari 8-bit                         | 1985                    | Lucasfilm Games                            |        |  |
| Rock n' Bolt                                        | ColecoVision                        | 1985                    | Action Graphics                            |        |  |
| Star Rank Boxing                                    | Amstrad CPC                         | 1985                    | Gamestar                                   |        |  |
| Star Rank Boxing                                    | ZX Spectrum                         | 1985                    | Gamestar                                   |        |  |
| The Great American Cross-Country Road Race          | Commodore 64                        | 1985                    | Activision                                 |        |  |
| Toy Bizarre                                         | ZX Spectrum                         | 1985                    | James Software                             |        |  |
| Borrowed Time                                       | Amiga                               | Janeiro de 1986         | Interplay Productions                      |        |  |
| Mindshadow                                          | Amstrad CPC                         | Janeiro de 1986         | Softstone                                  |        |  |
| Mindshadow                                          | ZX Spectrum                         | Janeiro de 1986         | Softstone                                  |        |  |
| Borrowed Time                                       | Atari ST                            | Fevereiro de 1986       | Interplay Productions                      |        |  |
| Hacker                                              | MS-DOS                              | Fevereiro de 1986       | Activision                                 |        |  |
| Mindshadow                                          | Atari ST                            | Fevereiro de 1986       | Interplay Productions                      |        |  |
| Ballblazer                                          | ZX Spectrum                         | Maio de 1986            | Program Techniques                         |        |  |
| Little Computer People                              | Amiga                               | Junho de 1986           | Activision                                 |        |  |
| Little Computer People                              | Atari ST                            | Junho de 1986           | Microsmiths                                |        |  |
| Ballblazer                                          | Amstrad CPC                         | 1986                    | Program Techniques                         |        |  |
| Ghostbusters                                        | IBM PC (autoinicialização)          | 1986                    | Activision                                 |        |  |
| Hacker                                              | Amstrad CPC                         | 1986                    | Softzone                                   |        |  |
| Rescue on Fractalus!                                | Amstrad CPC                         | 1986                    | Dalali Software                            |        |  |
| Rescue on Fractalus!                                | ZX Spectrum                         | 1986                    | Dalali Software                            |        |  |
| Space Shuttle: A Journey into Space                 | Amstrad CPC                         | 1986                    | James Software                             |        |  |
| Space Shuttle: A Journey into Space                 | MSX                                 | 1986                    | Mr. Micro                                  |        |  |
| Star Rank Boxing                                    | Thomson TO7                         | 1986                    | Loriciels                                  |        |  |
| Ghostbusters                                        | Sega Master System                  | Maio de 1987            | Compile                                    |        |  |
| Top Fuel Eliminator                                 | Apple II                            | Agosto de 1987          | Gamestar                                   |        |  |
| Top Fuel Eliminator                                 | Commodore 64                        | Agosto de 1987          | Gamestar                                   |        |  |
| Kung-Fu Master                                      | Atari 2600                          | Setembro de 1987        | Activision                                 |        |  |
| Gee Bee Air Rally                                   | Amiga                               | Outubro de 1987         | Activision                                 |        |  |
| Gee Bee Air Rally                                   | Commodore 64                        | Outubro de 1987         | Activision                                 |        |  |
| Super Pitfall                                       | Nintendo Entertainment System       | Novembro de 1987        | Micronics                                  |        |  |
| Ballblazer                                          | MSX                                 | 1987                    | Mr. Micro                                  |        |  |
| Enduro Racer                                        | Amstrad CPC                         | 1987                    | Software Studios                           |        |  |
| Enduro Racer                                        | Atari ST                            | 1987                    | Giga Games                                 |        |  |
| Enduro Racer                                        | Commodore 64                        | 1987                    | Software Studios                           |        |  |
| Enduro Racer                                        | ZX Spectrum                         | 1987                    | Software Studios                           |        |  |
| Galactic Games                                      | Amstrad CPC                         | 1987                    | Tigress Marketing                          |        |  |
| Galactic Games                                      | Commodore 64                        | 1987                    | Tigress Marketing                          |        |  |
| Knightmare                                          | Amstrad CPC                         | 1987                    | Software Studios                           |        |  |
| Knightmare                                          | Commodore 64                        | 1987                    | Software Studios                           |        |  |
| Knightmare                                          | ZX Spectrum                         | 1987                    | Software Studios                           |        |  |
| Koronis Rift                                        | Amstrad CPC                         | 1987                    | Mr. Micro                                  |        |  |
| Koronis Rift                                        | MSX                                 | 1987                    | Mr. Micro                                  |        |  |
| Koronis Rift                                        | ZX Spectrum                         | 1987                    | Mr. Micro                                  |        |  |
| Laser Surgeon: The Microscopic Mission              | MS-DOS                              | 1987                    | Synergistic Software                       |        |  |
| Laser Surgeon: The Microscopic Mission              | TRS-80 CoCo                         | 1987                    | Synergistic Software                       |        |  |
| Little Computer People                              | Amstrad CPC                         | 1987                    | Dalali Software                            |        |  |
| Little Computer People                              | ZX Spectrum                         | 1987                    | Activision                                 |        |  |
| Quartet                                             | Amstrad CPC                         | 1987                    | Probe Software                             |        |  |
| Quartet                                             | Commodore 64                        | 1987                    | Probe Software                             |        |  |
| Quartet                                             | ZX Spectrum                         | 1987                    | Probe Software                             |        |  |
| Predator                                            | Amstrad CPC                         | 1987                    | Source the Software House                  |        |  |
| Rampage                                             | Atari 8-bit                         | 1987                    | Software Studios                           |        |  |
| Rampage                                             | Atari ST                            | 1987                    | Catalyst Coders                            |        |  |
| Rampage                                             | Commodore 64                        | 1987                    | Software Studios                           |        |  |
| Rampage                                             | ZX Spectrum                         | 1987                    | Software Studios                           |        |  |
| SDI: Strategic Defense Initiative                   | Amiga                               | 1987                    | Software Studios                           |        |  |
| SDI: Strategic Defense Initiative                   | Atari ST                            | 1987                    | Software Studios                           |        |  |
| Wonder Boy                                          | Amstrad CPC                         | 1987                    | Escape                                     |        |  |
| Wonder Boy                                          | Commodore 64                        | 1987                    | Escape                                     |        |  |
| Wonder Boy                                          | ZX Spectrum                         | 1987                    | Activision                                 |        |  |
| Star Rank Boxing II                                 | MS-DOS                              | Janeiro de 1988         | Brian A. Rice                              |        |  |
| Rampage                                             | MS-DOS                              | Abril de 1988           | Monarch Development                        |        |  |
| Star Rank Boxing II                                 | Commodore 64                        | Maio de 1988            | The Softworks Factory                      |        |  |
| Commando                                            | Atari 2600                          | Junho de 1988           | Imagineering                               |        |  |
| The Last Ninja                                      | MS-DOS                              | Julho de 1988           | System 3 Software                          |        |  |
| Star Rank Boxing II                                 | Apple II                            | Agosto de 1988          | The Softworks Factory                      |        |  |
| Ghostbusters                                        | Nintendo Entertainment System       | Outubro de 1988         | Bits Laboratory                            |        |  |
| Ocean Ranger                                        | Commodore 64                        | Outubro de 1988         | Sher-Tek Software                          |        |  |
| The Last Ninja                                      | Apple IIGS                          | Outubro de 1988         | System 3 Software                          |        |  |
| The Last Ninja                                      | Commodore 64                        | Outubro de 1988         | System 3 Software                          |        |  |
| Rampage                                             | Apple II                            | Novembro de 1988        | Monarch Development                        |        |  |
| River Raid II                                       | Atari 2600                          | Novembro de 1988        | Imagineering                               |        |  |
| The Last Ninja                                      | Apple II                            | Novembro de 1988        | Tanager Software Productions               |        |  |
| Chop N' Drop                                        | Commodore 64                        | Dezembro de 1988        | System 3 Software                          |        |  |
| Predator                                            | Commodore 64                        | Dezembro de 1988        | Software Studios                           |        |  |
| After Burner II                                     | Amiga                               | 1988                    | Argonaut Software                          |        |  |
| After Burner II                                     | Amstrad CPC                         | 1988                    | Software Studios                           |        |  |
| After Burner II                                     | Atari ST                            | 1988                    | Dalali Software                            |        |  |
| After Burner II                                     | MSX                                 | 1988                    | Software Studios                           |        |  |
| After Burner II                                     | ZX Spectrum                         | 1988                    | Software Studios                           |        |  |
| Atlantis                                            | Atari 2600                          | 1988                    | Imagic                                     |        |  |
| Corporation                                         | Commodore 64                        | 1988                    | Focus Creative Enterprises                 |        |  |
| Demon Attack                                        | Atari 2600                          | 1988                    | Imagic                                     |        |  |
| Double Dragon                                       | Atari 2600                          | 1988                    | Imagineering                               |        |  |
| Galactic Games                                      | ZX Spectrum                         | 1988                    | Tigress Marketing                          |        |  |
| Gee Bee Air Rally                                   | Amstrad CPC                         | 1988                    | Activision                                 |        |  |
| Gee Bee Air Rally                                   | ZX Spectrum                         | 1988                    | Activision                                 |        |  |
| Knightmare                                          | Atari ST                            | 1988                    | Software Studios                           |        |  |
| Moonsweeper                                         | Atari 2600                          | 1988                    | Imagic                                     |        |  |
| Predator                                            | Atari ST                            | 1988                    | Software Studios                           |        |  |
| Predator                                            | ZX Spectrum                         | 1988                    | Source the Software House                  |        |  |
| Rampage                                             | Amstrad CPC                         | 1988                    | Software Studios                           |        |  |
| SDI: Strategic Defense Initiative                   | Commodore 64                        | 1988                    | Source the Software House                  |        |  |
| SDI: Strategic Defense Initiative                   | ZX Spectrum                         | 1988                    | Software Studios                           |        |  |
| The Real Ghostbusters                               | Amiga                               | 1988                    | Data East                                  |        |  |
| The Real Ghostbusters                               | Atari ST                            | 1988                    | Data East                                  |        |  |
| Rampage                                             | Master System                       | Janeiro de 1989         | Sega                                       |        |  |
| F-14 Tomcat                                         | Commodore 64                        | Janeiro de 1989         | Dynamix                                    |        |  |
| Last Ninja 2: Back with a Vengeance                 | Commodore 64                        | Abril de 1989           | System 3 Software                          |        |  |
| Predator                                            | Nintendo Entertainment System       | Abril de 1989           | Klon                                       |        |  |
| Prophecy                                            | MS-DOS                              | Abril de 1989           | Activision                                 |        |  |
| Rampage                                             | Amiga                               | Abril de 1989           | Monarch Development                        |        |  |
| Rampage                                             | Atari 2600                          | Maio de 1989            | BOBCO                                      |        |  |
| Ocean Ranger                                        | MS-DOS                              | Junho de 1989           | Sher-Tek Software                          |        |  |
| Apache Strike                                       | MS-DOS                              | Julho de 1989           | FACS Entertainment Software                |        |  |
| Beyond Dark Castle                                  | Amiga                               | Outubro de 1989         | The Midnight Oil                           |        |  |
| Beyond Dark Castle                                  | Commodore 64                        | Outubro de 1989         | Silicon Beach Software                     |        |  |
| Galaxy Force                                        | Master System                       | Outubro de 1989         | Sega                                       |        |  |
| Ghostbusters II                                     | MS-DOS                              | Outubro de 1989         | Dynamix                                    |        |  |
| Grave Yardage                                       | MS-DOS                              | Outubro de 1989         | Incredible Technologies                    |        |  |
| Stealth ATF                                         | Nintendo Entertainment System       | Outubro de 1989         | Imagineering                               |        |  |
| The Three Stooges                                   | Nintendo Entertainment System       | Outubro de 1989         | Beam Software                              |        |  |
| Tongue of the Fatman                                | MS-DOS                              | Outubro de 1989         | Brian A. Rice                              |        |  |
| Double Dragon                                       | Atari 7800                          | Novembro de 1989        | Imagineering                               |        |  |
| Rampage                                             | Atari 7800                          | Novembro de 1989        | Spectral Dimensions                        |        |  |
| Archon: The Light and the Dark                      | Nintendo Entertainment System       | Dezembro de 1989        | Bullet-Proof Software                      |        |  |
| Deathtrack                                          | MS-DOS                              | Dezembro de 1989        | Dynamix                                    |        |  |
| Die Hard                                            | MS-DOS                              | Dezembro de 1989        | Dynamix                                    |        |  |
| Ghostbusters II                                     | Amiga                               | Dezembro de 1989        | Foursfield                                 |        |  |
| MechWarrior                                         | MS-DOS                              | Dezembro de 1989        | Dynamix                                    |        |  |
| The Manhole                                         | MS-DOS                              | Dezembro de 1989        | Activision                                 |        |  |
| After Burner II                                     | Atari ST                            | 1989                    | Argonaut Software                          |        |  |
| Altered Beast                                       | Amiga                               | 1989                    | Software Studios                           |        |  |
| Altered Beast                                       | Amstrad CPC                         | 1989                    | The Soft Option                            |        |  |
| Altered Beast                                       | Atari ST                            | 1989                    | Software Studios                           |        |  |
| Altered Beast                                       | Commodore 64                        | 1989                    | Software Studios                           |        |  |
| Altered Beast                                       | ZX Spectrum                         | 1989                    | The Soft Option                            |        |  |
| Apache Strike                                       | Commodore 64                        | 1989                    | FACS Entertainment Software                |        |  |
| Dynamite Düx                                        | Amiga                               | 1989                    | Core Design                                |        |  |
| Dynamite Düx                                        | Amstrad CPC                         | 1989                    | Core Design                                |        |  |
| Dynamite Düx                                        | Atari ST                            | 1989                    | Core Design                                |        |  |
| Dynamite Düx                                        | Commodore 64                        | 1989                    | Core Design                                |        |  |
| Dynamite Düx                                        | ZX Spectrum                         | 1989                    | Core Design                                |        |  |
| Fighting Soccer                                     | Amstrad CPC                         | 1989                    | Sprytes                                    |        |  |
| Fighting Soccer                                     | Atari ST                            | 1989                    | Activision                                 |        |  |
| Fighting Soccer                                     | Commodore 64                        | 1989                    | Activision                                 |        |  |
| Fighting Soccer                                     | ZX Spectrum                         | 1989                    | Sprytes                                    |        |  |
| Ghostbusters II                                     | Amstrad CPC                         | 1989                    | Foursfield                                 |        |  |
| Ghostbusters II                                     | Atari ST                            | 1989                    | Foursfield                                 |        |  |
| Ghostbusters II                                     | MSX                                 | 1989                    | New Frontier                               |        |  |
| Ghostbusters II                                     | ZX Spectrum                         | 1989                    | Foursfield                                 |        |  |
| Power Drift                                         | Amiga                               | 1989                    | Sega                                       |        |  |
| Power Drift                                         | Amstrad CPC                         | 1989                    | Sega                                       |        |  |
| Power Drift                                         | Atari ST                            | 1989                    | Sega                                       |        |  |
| Power Drift                                         | Commodore 64                        | 1989                    | Sega                                       |        |  |
| Power Drift                                         | MSX                                 | 1989                    | New Frontier                               |        |  |
| Power Drift                                         | ZX Spectrum                         | 1989                    | Sega                                       |        |  |
| Predator                                            | Amiga                               | 1989                    | Software Studios                           |        |  |
| Predator                                            | TRS-80 CoCo                         | 1989                    | SRB Software                               |        |  |
| SDI: Strategic Defense Initiative                   | Amstrad CPC                         | 1989                    | Software Studios                           |        |  |
| The Real Ghostbusters                               | Amstrad CPC                         | 1989                    | Data East                                  |        |  |
| The Real Ghostbusters                               | Commodore 64                        | 1989                    | Mr. Micro                                  |        |  |
| The Real Ghostbusters                               | ZX Spectrum                         | 1989                    | Mr. Micro                                  |        |  |
| Time Scanner                                        | Amiga                               | 1989                    | Foursfield                                 |        |  |
| Time Scanner                                        | Amstrad CPC                         | 1989                    | Spidersoft                                 |        |  |
| Time Scanner                                        | Atari ST                            | 1989                    | Foursfield                                 |        |  |
| Time Scanner                                        | Commodore 64                        | 1989                    | Spidersoft                                 |        |  |
| Time Scanner                                        | MSX                                 | 1989                    | Spidersoft                                 |        |  |
| Time Scanner                                        | ZX Spectrum                         | 1989                    | Spidersoft                                 |        |  |
| Wonder Boy in Monster Land                          | Amiga                               | 1989                    | Images Software                            |        |  |
| Wonder Boy in Monster Land                          | Amstrad CPC                         | 1989                    | Images Software                            |        |  |
| Wonder Boy in Monster Land                          | Atari ST                            | 1989                    | Images Software                            |        |  |
| Wonder Boy in Monster Land                          | Commodore 64                        | 1989                    | Images Software                            |        |  |
| Wonder Boy in Monster Land                          | ZX Spectrum                         | 1989                    | Images Software                            |        |  |
| Heavyweight Championship Boxing                     | Game Boy                            | Setembro de 1990        | Tose                                       |        |  |
| Thunderbirds                                        | Nintendo Entertainment System       | Setembro de 1990        | Pack-In-Video                              |        |  |
| Ghostbusters II                                     | Game Boy                            | Dezembro de 1990        | HAL Laboratory                             |        |  |
| The Adventures of Rad Gravity                       | Nintendo Entertainment System       | Dezembro de 1990        | Interplay Productions                      |        |  |
| Die Hard                                            | Commodore 64                        | 1990                    | Silent Software                            |        |  |
| Dragon Breed                                        | Amiga                               | 1990                    | Software Studios                           |        |  |
| Dragon Breed                                        | Amstrad CPC                         | 1990                    | Activision                                 |        |  |
| Dragon Breed                                        | Atari ST                            | 1990                    | Software Studios                           |        |  |
| Dragon Breed                                        | Commodore 64                        | 1990                    | Digital Design                             |        |  |
| Dragon Breed                                        | ZX Spectrum                         | 1990                    | Activision                                 |        |  |
| F-14 Tomcat                                         | MS-DOS                              | 1990                    | Activision                                 |        |  |
| Fighting Soccer                                     | Amiga                               | 1990                    | SNK                                        |        |  |
| Ghostbusters II                                     | Commodore 64                        | 1990                    | Foursfield                                 |        |  |
| Ghostbusters II                                     | Nintendo Entertainment System       | 1990                    | Imagineering                               |        |  |
| Grave Yardage                                       | Commodore 64                        | 1990                    | Incredible Technologies                    |        |  |
| Hot Rod                                             | Amiga                               | 1990                    | Software Studios                           |        |  |
| Hot Rod                                             | Amstrad CPC                         | 1990                    | Walking Circles                            |        |  |
| Hot Rod                                             | Atari ST                            | 1990                    | Software Studios                           |        |  |
| Hot Rod                                             | Commodore 64                        | 1990                    | Software Studios                           |        |  |
| Hot Rod                                             | ZX Spectrum                         | 1990                    | Walking Circles                            |        |  |
| Last Ninja 2: Back with a Vengeance                 | MS-DOS                              | 1990                    | System 3 Software                          |        |  |
| Malibu Beach Volleyball                             | Game Boy                            | 1990                    | Tose                                       |        |  |
| Ninja Spirit                                        | Amiga                               | 1990                    | Images Software                            |        |  |
| Ninja Spirit                                        | Amstrad CPC                         | 1990                    | Irem                                       |        |  |
| Ninja Spirit                                        | Atari ST                            | 1990                    | Images Software                            |        |  |
| Ninja Spirit                                        | Commodore 64                        | 1990                    | Irem                                       |        |  |
| Ninja Spirit                                        | ZX Spectrum                         | 1990                    | Images Software                            |        |  |
| Power Drift                                         | MS-DOS                              | 1990                    | Sega                                       |        |  |
| Shanghai II: Dragon's Eye                           | MS-DOS                              | 1990                    | Activision                                 |        |  |
| Tongue of the Fatman                                | Commodore 64                        | 1990                    | MindSpan                                   |        |  |
| Galaxy 5000                                         | Nintendo Entertainment System       | Fevereiro de 1991       | Activision                                 |        |  |
| Tombs & Treasure                                    | Nintendo Entertainment System       | Junho de 1991           | Compile                                    |        |  |
| Beast Busters                                       | Amiga                               | 1991                    | Images Software                            |        |  |
| Beast Busters                                       | Atari ST                            | 1991                    | Images Software                            |        |  |
| Bush Buck: Global Treasure Hunter                   | Amiga                               | 1991                    | PC Globe                                   |        |  |
| Deuteros: The Next Millennium                       | Amiga                               | 1991                    | Activision                                 |        |  |
| Deuteros: The Next Millennium                       | Atari ST                            | 1991                    | Activision                                 |        |  |
| Sargon V: World Class Chess                         | MS-DOS                              | 1991                    | Activision                                 |        |  |
| Hunter                                              | Amiga                               | 1991                    | Activision                                 |        |  |
| Shanghai II: Dragon's Eye                           | Macintosh                           | 1991                    | Activision                                 |        |  |
| Die Hard                                            | Nintendo Entertainment System       | Janeiro de 1992         | Pack-In-Video                              |        |  |
| Sword Master                                        | Nintendo Entertainment System       | Janeiro de 1992         | Athena                                     |        |  |
| Ultimate Air Combat                                 | Nintendo Entertainment System       | Abril de 1992           | Activision                                 |        |  |
| Leather Goddesses of Phobos! 2                      | MS-DOS                              | 1992                    | Infocom                                    |        |  |
| Rodney's Funscreen                                  | MS-DOS                              | 1992                    | Art in the Box                             |        |  |
| Rodney's Funscreen                                  | Windows                             | 1992                    | Art in the Box                             |        |  |
| Shanghai II: Dragon's Eye                           | Super Nintendo Entertainment System | 1992                    | Genki                                      |        |  |
| The Manhole: New and Enhanced                       | MS-DOS                              | 1992                    | Cyan Worlds                                |        |  |
| The Manhole: New and Enhanced                       | Windows                             | 1992                    | Cyan Worlds                                |        |  |
| MechWarrior                                         | Super Nintendo Entertainment System | Maio de 1993            | Beam Software, Victor Musical Industries   |        |  |
| Alien Vs Predator                                   | Super Nintendo Entertainment System | Setembro de 1993        | Jorudan                                    |        |  |
| The Real Ghostbusters                               | Game Boy                            | Outubro de 1993         | Kotobuki System                            |        |  |
| Alien vs Predator: The Last of His Clan             | Game Boy                            | Novembro de 1993        | ...                                        |        |  |
| BioMetal                                            | Super Nintendo Entertainment System | Novembro de 1993        | Athena                                     |        |  |
| Plok!                                               | Super Nintendo Entertainment System | 10 de dezembro de 1993  | Software Creations                         |        |  |
| Popeye 2                                            | Game Boy                            | 1993                    | Copya System                               |        |  |
| Return to Zork                                      | MS-DOS                              | 1993                    | Activision                                 |        |  |
| Return to Zork                                      | Macintosh                           | 1993                    | Activision                                 |        |  |
| Simon the Sorcerer                                  | MS-DOS                              | 1993                    | Adventuresoft                              |        |  |
| Pitfall: The Mayan Adventure                        | Super Nintendo Entertainment System | Novembro de 1994        | Redline Games                              |        |  |
| Shanghai: Triple-Threat                             | 3DO                                 | 13 de dezembro de 1994  | Activision                                 |        |  |
| Pitfall: The Mayan Adventure                        | Sega CD                             | 1994                    | Activision                                 |        |  |
| Pitfall: The Mayan Adventure                        | Sega Genesis                        | 1994                    | Activision                                 |        |  |
| Radical Rex                                         | Sega CD                             | 1994                    | Beam Software                              |        |  |
| Radical Rex                                         | Sega Genesis                        | 1994                    | Beam Software                              |        |  |
| Radical Rex                                         | Super Nintendo Entertainment System | 1994                    | Beam Software                              |        |  |
| Richard Scarry's Best Neighborhood Disc Ever!       | MS-DOS                              | 1994                    | Quicksilver Software                       |        |  |
| Richard Scarry's Busiest Neighborhood Disc Ever!    | MS-DOS                              | 1994                    | Philips Sidewalk Studio                    |        |  |
| Sargon V: World Class Chess                         | Macintosh                           | 1994                    | Activision                                 |        |  |
| Shanghai II: Dragon's Eye                           | Sega Genesis                        | 1994                    | Activision                                 |        |  |
| X-Kaliber 2097                                      | Super Nintendo Entertainment System | 1994                    | Fupac / Opus                               |        |  |
| MechWarrior 2: 31st Century Combat                  | MS-DOS                              | 24 de julho de 1995     | Activision                                 |        |  |
| Pitfall: The Mayan Adventure                        | Windows                             | Agosto de 1995          | Kinesoft                                   |        |  |
| BattleTech: A Game of Armored Combat                | Super Nintendo Entertainment System | Outubro de 1995         | Tiburon Entertainment                      |        |  |
| Earthworm Jim                                       | MS-DOS                              | 30 de novembro de 1995  | Shiny Entertainment                        |        |  |
| MechWarrior 2: 31st Century Combat                  | Windows                             | Dezembro de 1995        | Activision                                 |        |  |
| Paparazzi!: Tales of Tinseltown                     | Macintosh                           | 1995                    | Museworthy                                 |        |  |
| Paparazzi!: Tales of Tinseltown                     | Windows                             | 1995                    | Museworthy                                 |        |  |
| Pitfall: The Mayan Adventure                        | Jaguar                              | 1995                    | Imagitec Design                            |        |  |
| Pitfall: The Mayan Adventure                        | 32X                                 | 1995                    | Zombie Studios, Big Bang Software          |        |  |
| Shanghai II: Dragon's Eye                           | Windows                             | 1995                    | Activision                                 |        |  |
| Shanghai: Great Moments                             | Macintosh                           | 1995                    | Quicksilver Software                       |        |  |
| Shanghai: Great Moments                             | Windows                             | 1995                    | Quicksilver Software                       |        |  |
| Shanghai: Triple-Threat                             | Saturn                              | 1995                    | Success                                    |        |  |
| Spycraft: The Great Game                            | Windows                             | 29 de fevereiro de 1996 | Activision                                 |        |  |
| MechWarrior 2: Ghost Bear's Legacy                  | MS-DOS                              | 30 de junho de 1996     | Activision                                 |        |  |
| MechWarrior 2: Ghost Bear's Legacy                  | Windows                             | 30 de junho de 1996     | Activision                                 |        |  |
| MechWarrior 2: 31st Century Combat                  | Macintosh                           | Julho de 1996           | Activision                                 |        |  |
| Santa Fe Mysteries: The Elk Moon Murder             | Windows                             | Julho de 1996           | Activision                                 |        |  |
| Muppet Treasure Island                              | Macintosh                           | 1 de setembro de 1996   | Activision                                 |        |  |
| Muppet Treasure Island                              | Windows                             | 1 de setembro de 1996   | Activision                                 |        |  |
| Time Commando                                       | PlayStation                         | 30 de setembro de 1996  | Adeline Software International             |        |  |
| MechWarrior 2: Mercenaries                          | MS-DOS                              | Setembro de 1996        | Activision                                 |        |  |
| MechWarrior 2: Mercenaries                          | Windows                             | Setembro de 1996        | Activision                                 |        |  |
| Blast Chamber                                       | PlayStation                         | Outubro de 1996         | Attention to Detail                        |        |  |
| Power Move Pro Wrestling                            | PlayStation                         | 14 de novembro de 1996  | Yuke's                                     |        |  |
| A-10 Cuba!                                          | Windows                             | 30 de novembro de 1996  | Parsoft Interactive                        |        |  |
| HyperBlade                                          | Windows                             | 12 de dezembro de 1996  | WizBang! Software Productions / Activision |        |  |
| Blast Chamber                                       | Saturn                              | 1996                    | Attention to Detail                        |        |  |
| Santa Fe Mysteries: The Elk Moon Murder             | MS-DOS                              | 1996                    | Activision                                 |        |  |
| Santa Fe Mysteries: The Elk Moon Murder             | Macintosh                           | 1996                    | Activision                                 |        |  |
| Spycraft: The Great Game                            | MS-DOS                              | 1996                    | Activision                                 |        |  |
| Spycraft: The Great Game                            | Macintosh                           | 1996                    | Activision                                 |        |  |
| Time Commando                                       | MS-DOS                              | 1996                    | Adeline Software International             |        |  |
| Time Commando                                       | Windows                             | 1996                    | Adeline Software International             |        |  |
| Zork Nemesis: The Forbidden Lands                   | MS-DOS                              | 1996                    | Zombie Studios                             |        |  |
| Zork Nemesis: The Forbidden Lands                   | Macintosh                           | 1996                    | Quicksilver Software                       |        |  |
| Zork Nemesis: The Forbidden Lands                   | Windows                             | 1996                    | Zombie Studios                             |        |  |
| Interstate '76                                      | Windows                             | 28 de março de 1997     | Activision                                 |        |  |
| MechWarrior 2: 31st Century Combat                  | PlayStation                         | Março de 1997           | Quantum Factory                            |        |  |
| Twinsen's Odyssey                                   | MS-DOS                              | 1 de junho de 1997      | Adeline Software International             |        |  |
| Twinsen's Odyssey                                   | Windows                             | 1 de junho de 1997      | Adeline Software International             |        |  |
| Blood Omen: Legacy of Kain                          | Windows                             | Agosto de 1997          | Semi Logic Entertainments                  |        |  |
| Hexen II                                            | Windows                             | 11 de setembro de 1997  | Raven Software                             |        |  |
| Dark Reign: The Future of War                       | Windows                             | Setembro de 1997        | Auran Games                                |        |  |
| Nightmare Creatures                                 | PlayStation                         | 1 de outubro de 1997    | Kalisto Entertainment                      |        |  |
| Zork: Grand Inquisitor                              | Windows                             | Outubro de 1997         | Activision                                 |        |  |
| Heavy Gear                                          | Windows                             | 25 de novembro de 1997  | Activision                                 |        |  |
| NetStorm: Islands at War                            | Windows                             | Novembro de 1997        | Titanic Entertainment                      |        |  |
| Quake II                                            | Windows                             | 9 de dezembro de 1997   | Id Software                                |        |  |
| Blast Chamber                                       | MS-DOS                              | 1997                    | Attention to Detail                        |        |  |
| Grand Tour Racing '98                               | PlayStation                         | 1997                    | Eutechnyx                                  |        |  |
| MechWarrior 2: 31st Century Combat                  | Saturn                              | 1997                    | Quantum Factory                            |        |  |
| Nightmare Creatures                                 | Windows                             | 1997                    | Kalisto Entertainment                      |        |  |
| Santa Fe Mysteries: Sacred Ground                   | MS-DOS                              | 1997                    | Activision                                 |        |  |
| Santa Fe Mysteries: Sacred Ground                   | Macintosh                           | 1997                    | Activision                                 |        |  |
| Santa Fe Mysteries: Sacred Ground                   | Windows                             | 1997                    | Activision                                 |        |  |
| Shanghai: Dynasty                                   | Macintosh                           | 1997                    | Quicksilver Software                       |        |  |
| Shanghai: Dynasty                                   | Windows                             | 1997                    | Quicksilver Software                       |        |  |
| Battlezone                                          | Windows                             | 28 de fevereiro de 1998 | Activision                                 |        |  |
| Pitfall 3D: Beyond the Jungle                       | PlayStation                         | 28 de fevereiro de 1998 | Activision                                 |        |  |
| Hexen II: Mission Pack - Portal of Praevus          | Windows                             | 31 de março de 1998     | Raven Software                             |        |  |
| Dark Reign: Rise of the Shadowhand                  | Windows                             | Março de 1998           | Activision                                 |        |  |
| Judge Dredd                                         | PlayStation                         | 8 de abril de 1998      | Gremlin Interactive                        |        |  |
| Vigilante 8                                         | PlayStation                         | 4 de junho de 1998      | Luxoflux                                   |        |  |
| Tenchu: Stealth Assassins                           | PlayStation                         | Setembro de 1998        | Acquire                                    |        |  |
| The Fifth Element                                   | PlayStation                         | 1 de outubro de 1998    | Kalisto Entertainment                      |        |  |
| Asteroids                                           | PlayStation                         | 31 de outubro de 1998   | Syrox Developments                         |        |  |
| Barrage                                             | Windows                             | Outubro de 1998         | Mango Grits                                |        |  |
| SiN                                                 | Windows                             | 12 de novembro de 1998  | Ritual Entertainment                       |        |  |
| Apocalypse                                          | PlayStation                         | 18 de novembro de 1998  | Neversoft                                  |        |  |
| Asteroids                                           | Windows                             | 20 de novembro de 1998  | Syrox Developments                         |        |  |
| Heretic II                                          | Windows                             | 24 de novembro de 1998  | Raven Software                             |        |  |
| Nightmare Creatures                                 | Nintendo 64                         | Novembro de 1998        | Kalisto Entertainment                      |        |  |
| Shanghai Pocket                                     | Game Boy Color                      | 30 de dezembro de 1998  | Sun Corporation                            |        |  |
| Remington Top Shot: Interactive Target Shooting     | Windows                             | 1998                    | Logicware                                  |        |  |
| Guardian's Crusade                                  | PlayStation                         | 31 de janeiro de 1999   | Tamsoft                                    |        |  |
| Sid Meier's Civilization II                         | PlayStation                         | Janeiro de 1999         | LTI Gray Matter                            |        |  |
| Fighter Squadron: The Screamin' Demons over Europe  | Windows                             | 1 de março de 1999      | Parsoft Interactive                        |        |  |
| Vigilante 8                                         | Nintendo 64                         | 17 de março de 1999     | Luxoflux                                   |        |  |
| Jack Nicklaus 6: Golden Bear Challenge              | Windows                             | 31 de março de 1999     | Hypnos Entertainment                       |        |  |
| Civilization: Call to Power                         | Windows                             | Abril de 1999           | Activision                                 |        |  |
| Extreme Boards & Blades                             | Windows                             | 19 de maio de 1999      | Silverfish Studios                         |        |  |
| A Bug's Life                                        | Nintendo 64                         | 26 de maio de 1999      | Traveller's Tales                          |        |  |
| SiN: Wages of Sin                                   | Windows                             | 1 de junho de 1999      | 2015                                       |        |  |
| Toy Story 2: Buzz Lightyear to the Rescue!          | PlayStation                         | 1 de junho de 1999      | Traveller's Tales                          |        |  |
| Heavy Gear II                                       | Windows                             | 23 de junho de 1999     | Activision                                 |        |  |
| Quake II                                            | Nintendo 64                         | 30 de junho de 1999     | Raster Productions                         |        |  |
| Quake II                                            | Macintosh                           | Julho de 1999           | Logicware                                  |        |  |
| Blue Stinger                                        | Dreamcast                           | 7 de setembro de 1999   | Climax Studios                             |        |  |
| Tony Hawk's Pro Skater                              | PlayStation                         | 29 de setembro de 1999  | Neversoft                                  |        |  |
| Quake II                                            | PlayStation                         | 5 de outubro de 1999    | HammerHead                                 |        |  |
| Space Invaders                                      | Windows                             | Outubro de 1999         | Z-Axis                                     |        |  |
| Space Invaders                                      | PlayStation                         | Outubro de 1999         | Z-Axis                                     |        |  |
| Toy Story 2: Buzz Lightyear to the Rescue!          | Nintendo 64                         | 17 de novembro de 1999  | Traveller's Tales                          |        |  |
| Interstate '82                                      | Windows                             | 23 de novembro de 1999  | Activision                                 |        |  |
| Space Invaders                                      | Nintendo 64                         | 30 de novembro de 1999  | Z-Axis                                     |        |  |
| Star Trek: Hidden Evil                              | Windows                             | Novembro de 1999        | Presto Studios                             |        |  |
| Quake III: Arena                                    | Windows                             | 2 de dezembro de 1999   | Id Software                                |        |  |
| Heretic II                                          | Linux                               | 3 de dezembro de 1999   | Loki Entertainment                         |        |  |
| Vigilante 8: 2nd Offense                            | PlayStation                         | 16 de dezembro de 1999  | Luxoflux                                   |        |  |
| Vigilante 8: 2nd Offense                            | Nintendo 64                         | 28 de dezembro de 1999  | Luxoflux                                   |        |  |
| Battlezone II: Combat Commander                     | Windows                             | 30 de dezembro de 1999  | Pandemic Studios                           |        |  |
| Quake III: Arena                                    | Linux                               | Dezembro de 1999        | Id Software                                |        |  |
| Quake III: Arena                                    | Macintosh                           | Dezembro de 1999        | Id Software                                |        |  |
| Shanghai: Second Dynasty                            | Macintosh                           | Dezembro de 1999        | Quicksilver Software                       |        |  |
| Shanghai: Second Dynasty                            | Windows                             | Dezembro de 1999        | Quicksilver Software                       |        |  |
| Asteroids                                           | Game Boy Color                      | 1999                    | Syrox Developments                         |        |  |
| Disney's Tarzan                                     | Game Boy Color                      | 1999                    | Digital Eclipse                            |        |  |
| Shanghai: Mah-Jongg Essentials                      | Macintosh                           | 1999                    | Activision                                 |        |  |
| Shanghai: Mah-Jongg Essentials                      | Windows                             | 1999                    | Activision                                 |        |  |
| Space Invaders                                      | Game Boy Color                      | 1999                    | Crawfish Interactive                       |        |  |
| T'ai Fu: Wrath of the Tiger                         | PlayStation                         | 1999                    | DreamWorks Interactive                     |        |  |
| Wu-Tang: Shaolin Style                              | PlayStation                         | 1999                    | Paradox Development                        |        |  |